# Березина, Екатерина Анатольевна
Екатерина Анатольевна Березина (род. 16 августа 1973) ― советская российская артистка, балерина, Заслуженная артистка Российской Федерации (1999), Народная артистка Российской Федерации (2007), артистка балета Театра классического балета под руководством Н. Касаткиной и В. Василёва.

## Биография
Родилась 16 августа 1973 года в Ульяновске, РСФСР.
Танцами начала в детском хореографическом ансамбле «Щелкунчик» Пермской областной филармонии, где получила своё первое хореографического образование. Здесь с ней работали балетмейстер Сулейман Бурханов и педагог Г. И. Качанова.
Танцевала в номерах «Красные дьяволята» на музыку Яна Френкеля, «Марш оловянных солдатиков» на музыку Петра Чайковского, «Наташка-первоклашка» Ю. Чичкова, в одноактном балете «Волк и семеро козлят» Алексея Рыбникова (все – хореография С. Бурханова) и др. Неоднократно, начиная с 1981 года, выступала с ансамблем в Москве на самых престижных концертах. 
В 1991 году окончила Пермское государственное хореографическое училище, где занималась в классе Л. П. Сахаровой. Её репертуар за годы учёбы в училище: Лиза («Тщетная предосторожность»), па-де-де на музыку Д. Обера; концертные номера: «Русские вариации», «Мы», адажио из балета «Щелкунчик», вариация «Прялки» из балета «Коппелия», «Детское па-де-де»; па-де-де из балетов «Жизель», «Привал кавалерии», «Дон Кихот». 
С группой учащихся Пермское государственное хореографическое училища совершила гастроли по городам США в 1987 году. В группе была самой младшей по возрасту. 
9 марта 1987 года в Перми была участницей творческой встречи «Нью-Йорк–Филадельфия–Индианаполис–Эвансвилл–Вашингтон», организованной Пермским обществом «Арабеск» и посвящённой поездке учащихся училища в США, где исполнила с Д. Устиновым номер «Маленькая балерина» и вариацию Петра Чайковского (хореографом был М. Газиев). 
В 1990 году в Ленинграде была участницей 2-го Всероссийского конкурса хореографический училищ и конкурса «Арабеск-92» в Перми. 
С 1992 года служит солисткой Московского государственного театра классического балета под руководством Н. Касаткиной и В. Василёва, где исполняла партии  Маргарита Готье («Дама с камелиями»), Мари («Щелкунчик») и многие другие. 
Гастролировала в США и Канаде в 1996 году, Китай (1997 год). Снималась в телефильме «Вместе весело шагать» (1983, Пермская студия телевидения, режиссёр О. Федорущенко), в художественном фильме «Танцующие призраки» (1992, киностудия «Гранат», режиссер Ефим Резников). 

Екатерина Березина — балерина с уникальным дарованием. Ей подвластны абсолютная точность выполнения сложнейших элементов классического танца, чистота линий, эффектный прыжок, стремительное вращение. Тонкое чувство стиля позволяет с равным совершенством исполнять как классические балеты, так и острые по мысли и пластической выразительности современные хоpеогpафические произведения.— 
За вклад развития российского танцевального искусства удостоена почётных званий «Заслуженная артистка Российской Федерации» (1999), «Народная артистка Российской Федерации» (2007), Лауреат Международного конкурса артистов балета в Шанхае (Китай), Лауреат конкурса артистов балета имени Агриппины Вагановой, дипломант конкурса артистов балета «Арабеск-92», Лауреат приза журнала «Балет» «Душа танца» в номинации «Звезда»
С 2021 года Екатерина Анатольевна Березина преподает в МГХУ имени Леонида Лавровского.

## Театральные работы
- «Лебединое озеро»
- «Жизель»
- «Дон Кихот»
- «Щелкунчик»,
- «Сотворение мира»
- «Поцелуй феи»
- «Пушкин»
- «Травиата»
- «Чудесный Мандарин»
- «Ромео и Джульетта»
- «Жар-птица»
- «Спартак»
- «Спящая красавица»
- «Весна священная»
- «Коппелия»